# Fyrisån
Fyrisån ist ein Fluss in Schweden und der längste Fluss in der historischen Provinz Uppland.
Er hat eine Gesamtlänge von 80 Kilometern und mündet acht Kilometer südlich von Uppsala, durch das er auch fließt, in den See Mälaren.
Die Fyris-Niederung in der Nähe des Flusses bei Alt-Uppsala war die Lokalität einer wikingerzeitlichen Schlacht, die um das Jahr 986 zwischen den Aufgeboten des schwedischen Königs Erik Segersäll und den ins Land eingefallenen Jomswikingern unter der Führung Styrbjörns und des Isländers Björn Asbrandsson im Bunde mit einem dänischen Kontingent stattfand. Die Invasoren wurden von den Schweden vernichtend geschlagen. Styrbjörn, der zugleich schwedischer Thronanwärter war, fiel, Asbrandsson gelang mit wenigen Kriegern die Flucht in einen nahegelegenen Wald und später über See in die pommersche Ausgangsbasis Gau Jom zurück. Die "Schlacht von Fyrisvallarna" ist auch auf dänischen und schwedischen Runensteinen bezeugt, so von Hällestad und Sjörup in Schonen und Högby in Östergötland. Die Aussagen auf den Runensteinen stimmen in etwa mit dem Inhalt der späteren isländischen Sagas überein.
In Uppsala wird am 30. April (schwed. Sista april oder Valborgsmässoafton, kurz Valborg) auf dem Fluss von den Studenten der Universität Uppsala ein Rennen mit selbst gebauten Booten (forsränningen) veranstaltet.